# Vòng tròn định mệnh 2
Vòng tròn định mệnh 2 (tiếng Anh: The Ring Two) là phần tiếp nối của bộ phim kinh dị tâm linh Vòng tròn định mệnh, một phim làm lại từ Ring (1998) của Nhật Bản. Đạo diễn của phim là Hideo Nakata, cũng là đạo diễn của bộ phim gốc. Naomi Watts tiếp tục đảm nhận vai chính cho phần phim này.
Khác với phần một, The Ring Two không hề dựa vào bất cứ bộ phim Nhật Bản nào.
Các cảnh quay của phim được thực hiện ở Astoria, Oregon và Los Angeles, California. Công chiếu ngày 18 tháng 3 năm 2005, bộ phim xếp thứ nhất tại Mỹ với doanh thu 35 triệu đôla, hơn gấp đôi so với những ngày công chiếu của The Ring. Tuy nhiên, phim vẫn gây thất vọng khi kém 40 triệu đôla doanh thu của The Grudge vài tháng trước đó, cũng là một bộ phim kinh dị gốc Nhật Bản. Đồng thời, tổng doanh thu của phim chỉ đạt 75 triệu đôla trong nội địa và 161,5 triệu đôla trên toàn cầu, kém hơn so với 249,5 triệu của phần 1 và 190 triệu của The Grudge.

## Nội dung
Nội dung The Ring Two diễn ra chính xác 6 tháng sau phần một. Rachel Keller (Naomi Watts) và con trai Aidan (David Dorfman), với hi vọng quên đi những sự kiện kinh hoàng đã qua, chuyển từ Seattle tới một thị trấn yên tĩnh bên bờ biển Astoria, Oregon. Rachel bắt đầu làm việc tại Thời báo Astorian cho Max Rourke (Simon Baker).
Không lâu sau, xuất hiện tin về vụ một thiếu niên chết bí ẩn trong thị trấn. Thông tin về cái chết này trở nên quá quen thuộc với Rachel và cô quyết định điều tra. Cô tìm ra tử thi của Jake, chàng trai đã xem cuộn băng video nguyền rủa. Gần đó là Emily, bạn gái của Jake, người còn sống nhưng cũng bị ảnh hưởng tâm lý nặng nề bởi sự xuất hiện của Samara Morgan. Rachel nhìn thấy mặt của Jake cũng bị méo mó biến dạng đầy kinh dị như các nạn nhân khác. Khi Rachel chuẩn bị rời đi thì hồn ma của Samara hiện lên với tới cô thì thào "Ta đã tìm ra ngươi" ("I found you") trước khi biến mất.
Rachel khám phá và tiêu hủy cuộn băng. Cùng lúc đó, giống như để đáp trả Rachel, tivi nhà cô đột nhiên xuất hiện miệng giếng và Samara hiện ra trước mặt Aidan. Sau đó, Aidan bắt đầu bị hạ thân nhiệt và thâm tím. Ngôi nhà rung lên như bị ma nhập. Tại một hội chợ địa phương, Aidan có thể thấy Samara trong gương, ngày càng tiến gần hơn đến cậu bé. Khi hai mẹ con trên đường về nhà, một đàn hươu nổi điên đột ngột tấn công xe của họ, suýt giết chết hai mẹ con, một vài nguyên nhân xuất hiện từ chính Aidan.
Mẹ con Rachel ở tạm trong nhà Max. Trong khi Rachel tắm cho Aidan, cậu bé phát triển chứng sợ nước. Samara khiến nước rút khỏi bồn tắm, thay thế Aidan bằng chính mình và hù dọa Rachel để cô nhấn nước mình. Max bước vào, thấy Rachel đang nhấn nước Aidan chứ không phải Samara, và buộc cô phải đưa Aidan đến bệnh viện. Dựa trên vết bầm tím của Aidan, bác sĩ tâm thần Emma Temple nghi ngờ Rachel đã ngược đãi cậu bé, Rachel cũng thừa nhận mình từng bị trầm cảm sau sinh, và Temple đuổi Rachel đi. Tìm kiếm câu trả lời, Rachel trở lại Đảo Moesko, tìm thấy bằng chứng về mẹ ruột của Samara là Evelyn, người đã cố gắng dìm chết Samara khi còn là trẻ sơ sinh. Rachel đến thăm Evelyn tại một bệnh viện tâm thần, người khuyên cô nên "lắng nghe con mình".
Trong bệnh viện, Aidan, bị Samara nhập, giết Bác sĩ Temple. Cảnh sát chứng kiến vụ án mạng và Aidan bỏ trốn rồi quay lại nhà Max. Max về nhà, nghi ngờ có chuyện mờ ám, và cố gắng chụp ảnh Aidan một cách bí mật. Rachel về đến, thấy Aidan đang đợi cô, nhưng cậu bé cư xử rất khác thường. Cô bước ra ngoài, thấy xác của Max trong xe bán tải. Rachel ngủ thiếp đi, mơ thấy Aidan, người bảo cô phải trục xuất hồn Samara. Khi tỉnh dậy, Rachel chuốc thuốc ngủ Aidan và đặt cậu bé vào bồn tắm để tạm thời nhấn nước cậu bé để trục xuất hồn Samara.
Hồn Samara bị trục xuất nhưng lại xuất hiện trong tivi. Rachel để mình bị kéo vào thế giới đơn sắc của Samara. Thấy mình ở dưới đáy giếng nơi Samara chết, Rachel phát hiện ra nắp giếng đang được hé mở. Cô trèo lên thành giếng, bị Samara đuổi theo, nhưng trèo ra ngoài kịp thời và đóng nắp giếng lại, chặn Samara khỏi cuộc sống của cô và Aidan. Lang thang trong rừng, cô đến vách đá nơi mẹ nuôi của Samara là Anna Morgan đã tự tử. Nghe thấy giọng nói của Aidan, Rachel rơi khỏi vách đá và xuống biển, trở về thế giới thực và đoàn tụ với Aidan.